# Río Perquenco

Diagrama unifilar de la cuenca del río Imperial.

El río Perquenco es un curso natural de agua que nace cerca de la estación Cullinco, al noreste de la ciudad de Lautaro (Chile) y fluye hacia el oeste hasta desembocar en el río Quillén.

## Historia
Francisco Astaburuaga escribió en 1899 en su obra póstuma Diccionario geográfico de la República de Chile sobre el río:
Perquencó.-—Riachuelo del departamento de Traiguén y afluente de la derecha del Quillón. Corre hacia el SO. y entra en ese río á unos 14 kilómetros al O. del fuerte de su nombre. En los campos de su ribera, á la inmediación del mismo fuerte, se reunieron en diciembre de 1867 unos 4,000 indios con el intento de hacer un irrupción en los pueblos y fuertes que se venían estableciendo á las orillas del Malleco. El nombre viene de perquiñ y de co, que vale decir agua de penacho de plumas.

## Población, economía y ecología
La cuenca del río Imperial es el espacio natural comprendido por la cuenca hidrográfica del río Imperial. Este espacio coincide con el espacio administrativo homónimo definido en el inventario de cuencas de Chile con el número 091 que se extiende desde la divisoria de las aguas con la cuenca superior del río Biobío hasta su desembocadura en el océano Pacífico. Se subdivide en 6 subcuencas y 41 subsubcuencas con un total de 12.670 km².